# Jacob Ludwig Römer

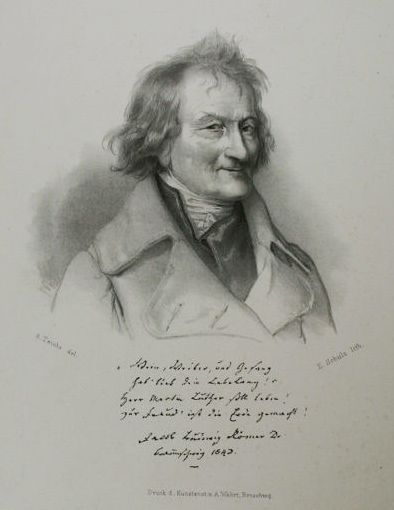
Jacob Ludwig Römer, Lithographie (1843) mit eigenhändiger Beschriftung

Jacob Ludwig Römer (* 26. März 1770 in Einbeck; † 23. November 1855 in Braunschweig) war ein deutscher Lehrer, herzoglich-braunschweigischer Regierungsbeamter, Dichter und Schriftsteller.

## Leben
Jacob Ludwig Römer wurde als Sohn eines Organisten geboren. Er besuchte das Gymnasium Große Schule in Wolfenbüttel und studierte von 1789 an Theologie und Philologie an der Universität in Helmstedt. 1793 wurde er Gymnasiallehrer am Katharineum in Braunschweig. 1814 ernannte ihn Herzog Friedrich Wilhelm zum Kabinettsrat und 1815 zum Konsistorialrat. Er war zudem Referent für das höhere Schulwesen. 1838 ging Römer in den Ruhestand und wurde Mitglied in der „Ministerialkommission zur Sammlung der älteren landesherrlichen Verordnungen“. Römer verfasste eine biografische Schrift über den als „Schwarzer Herzog“ bekannten Herzog Friedrich Wilhelm sowie Festgedichte zu gesellschaftlichen Anlässen in deutscher, einige auch in lateinischer Sprache.
Römers Tochter Julie war seit dem 13. Juli 1851 mit Karl Philipp Christian Schönemann verheiratet.
Sein Sohn Karl Friedrich Wilhelm studierte ab 1827 in Braunschweig und hatte sich für das Studienfach Jurisprudenz entschieden.

## Veröffentlichungen (Auswahl)
- Anleitung, den Geschäftsgang bei den Civiltribunalen und Friedensgerichten des Königreichs Westphalen in einer zweckmäßigen Ordnung einzurichten und zu erhalten: den Richtern, königlichen Procuratoren, Secretairen, Anwälten und Gerichtsboten zugeeignet. Hahn, Hannover 1810, OCLC 633575298.
- Volks-Lieder. Freiheit und Vaterland!. Meyer, Braunschweig 1813, OCLC 258492648.
- Aufruf: Lied der Deutschen an die Retter des Vaterlandes. 1813, OCLC 258477453.
- Ein treuherziges Lied an der Wiege des … Herrn Bernewitz[5] abgesungen. Meyer, Braunschweig 1813, OCLC 258491537.
- Friedrich Wilhelm den 1sten August 1809 und den 22sten December 1813: Ein episch-lyrisches Gedicht; nebst 2 Gesängen. Meyer, Braunschweig 1814, OCLC 258490622.
- Herzog Friedrich Wilhelm als Mensch. In treuen Zügen aus seinem Gemälde. Vieweg, Braunschweig 1815, OCLC 312762544.
- Gesang am festlichen Male bei der Amtsjubelfeier des Herrn … Abt Bartels den 21sten December 1823. Vieweg, Braunschweig 1823, OCLC 258491469.
- Carmen elegiacum quo rerum naturae sanitatisque tuendae exploratores ad templum sancti vocat Jacobus Ludovicus Roemer. Otto, Braunschweig 1841, OCLC 258304706.
- Festgesänge, den versammelten Naturforschern und Ärzten zugeeignet. Braunschweig 1841, OCLC 258488334.
- Ad Germaniam anno millesimo pacti Virodunensis. Otto, Braunschweig 1843, OCLC 258488561.
- Johann Christian Elster (Hrsg.): Jubelfeier (goldenes Amtsjubiläum) des Herrn Consistorialraths Dr. J(acob) L(udwig) Römer am 30. Oct. 1843, nebst sämtlichen latein. u. deutschen Gedichten. Braunschweig 1843, OCLC 257587877.
- Die deutsche Eiche: Zur Feier des 18. Juni 1850. 1850, OCLC 258478221.
- Ein halb Dutzend neue, spaßhafte Lieder: Zierlich in Reime gefaßt und alten Weisen untergeschoben. OCLC 258491635.